# Notadusta hungerfordi
Notadusta hungerfordi ist eine Art der Gattung Notadusta aus der Familie der Kaurischnecken, die im Jahr 1888 von dem britischen Conchologen George Brettingham Sowerby III beschrieben wurde und zu Ehren von R. Hungerford benannt wurde. Es gibt neben der Nominatform zwei Unterarten: Notadusta hungerfordi bealsi und Notadusta hungerfordi coucomi.

## Beschreibung

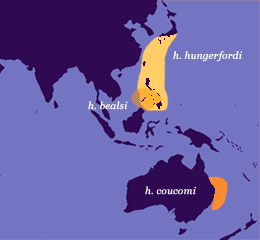
Ausbreitungsraum der Notadusta hungerfordi

### Lebensraum und Verbreitung
Die Vertreter dieser Art kommen in einigen wenigen Zonen des Indopazifiks vor und leben in Tiefen zwischen 80 und 250 m. Die am häufigsten anzutreffende Unterart ist Notadusta hungerfordi hungerfordi, ihr Verbreitungsgebiet erstreckt sich von Japan bis Taiwan. Die beiden, sehr viel seltener vorkommenden Unterarten sind im Pazifik bei Queensland (Notadusta hungerfordi coucomi) und in der Region zwischen den Philippinen und Indonesien (Notadusta hungerfordi bealsi) beheimatet. Über den Lebensraum gibt es kaum gesicherte Erkenntnisse, aufgrund der Tiefe des Lebensraumes sind wissenschaftliche Beobachtungen schwierig.

### Merkmale
Der Umriss von Notadusta hungerfordi hungerfordi und der Unterart bealsi ist birnenförmig, die zweite Unterart coucomi ist ähnlich, nur im Vergleich zu den beiden anderen etwas gestreckter. Die Unterseite des Gehäuses ist aprikosenfarben, bei Notadusta hungerfordi hungerfordi kräftiger als bei Notadusta hungerfordi bealsi, Notadusta hungerfordi coucomi ist fast weiß. Es befinden sich keine Marken oder Punkte auf der Unterseite. Die Zähne sind eher fein und ragen kaum aus der Apertur heraus. Seitlich ist bei Notadusta hungerfordi hungerfordi oft so viel dunkle Zeichnung vorhanden, dass diese einen Kranz bildet. Die arttypische Größe des Gehäuses liegt bei 31 bis 39 mm. Das größte gefundene Exemplar misst 47,5 mm.

## Systematik
Der Erstbeschreiber George Brettingham Sowerby III ordnete hungerfordi in der Gattung Cypraea ein – heute wird sie entweder in Erronea, Austrasiatica oder Notadusta geführt, wobei der Gattung Notadusta hier der Vorzug gegeben wird, da diese Zuordnung mittels DNA-Analyse erfolgte und Verwendung findet. Synonym ist Notadusta hungerfordi kiiensis S. R. Roberts, 1913. Unterarten sind: Notadusta hungerfordi coucomi Schilder, 1964, benannt nach seinem Kollegen Cedric Coucom of Yeppoon und Notadusta hungerfordi bealsi D. K. S. Mock, 1996.

## Gegenüberstellung der Unterarten
Hier zur Kenntlichmachung der Unterschiede eine Gegenüberstellung der verschiedenen Unterarten:
|               | Notadusta hungerfordi hungerfordi | Notadusta hungerfordi bealsi | Notadusta hungerfordi coucomi |
| ------------- | --------------------------------- | ---------------------------- | ----------------------------- |
| Gehäusegrößen | 31 bis 39 mm                      | 20 bis 39 mm                 | 31 bis 43 mm                  |
| Vorkommen     | Chinesisches Meer, Japan          | Philippinen, Indonesien      | vor Queensland (Australien)   |
| Tiefe         | 80–150 m                          |                              | 80–250 m                      |
| Ansicht I     |                                   |                              |                               |
| Ansicht II    |                                   |                              |                               |